# Gonda László (sportújságíró)
Gonda László (Vác, 1963 – Budapest, 2010. április 28.) magyar újságíró, sportújságíró.

## Életpályája
2005-ben kezdte munkáját a Magyar Labdarúgó Ligánál, és innen került az MLSZ-hez. 2006-tól a Magyar Labdarúgó-szövetség hivatalos honlapjának, az mlsz.hu szerkesztője.  Korábban dolgozott a Népsport, a Színes Sport, az Újpest FC (Megyeri Magazin), főszerkesztőként a Kispályás Labdarúgásnál, az nb1.hu és a Napi Ász kötelékében.

## Írásai
Önálló könyve jelent meg Csank Jánosról.

## Külső hivatkozások
- http://www.mlsz.hu/